# Gilles Van Bouwel
Gilles Jack Junior Alfons Van Bouwel (Kapellen, 22 april 1988) is een Belgische televisiepersoonlijkheid.

## Carrière
In Vlaanderen werd hij bekend doordat hij in januari 2016 de mol was in de vierde reeks van televisieprogramma De Mol. Hij werkte toen als Brand Manager bij Signal & Zwitsal Belgium bij Unilever. In de tiende reeks van De Mol maakte hij terug een gastoptreden.  
In juli 2016 kondigde hij aan dat hij bij televisiezender VIER ging werken. Hij was dat jaar te zien in Zeg eens euh! en Glammertime. Eerder was hij te gast in Achter de Rug. 
Van Bouwel won in december 2016 het veertiende seizoen van De Slimste Mens ter Wereld. Hij was te zien in 10 opeenvolgende afleveringen. In de finale won hij van Eva De Roo. Olga Leyers was derde.
In 2017 deed hij ook mee aan het tweede seizoen van Perfect, een programma waarin Karen Damen met 4 anderen op zoek gaat naar een perfecte levensstijl en het kappen met slechte gewoontes. 
Van 2018 tot en met 2021 presenteerde hij samen met sidekick Frances Lefebure  Café De Mol, het programma waarin nagekaart en gespeculeerd wordt over de zoektocht naar de Mol. Van 2019 tot en met 2021 was Elodie Ouedraogo de copresentatrice van Café De Mol.
In het najaar van 2022 nam hij deel aan De Allerslimste Mens ter Wereld.